# 방향유

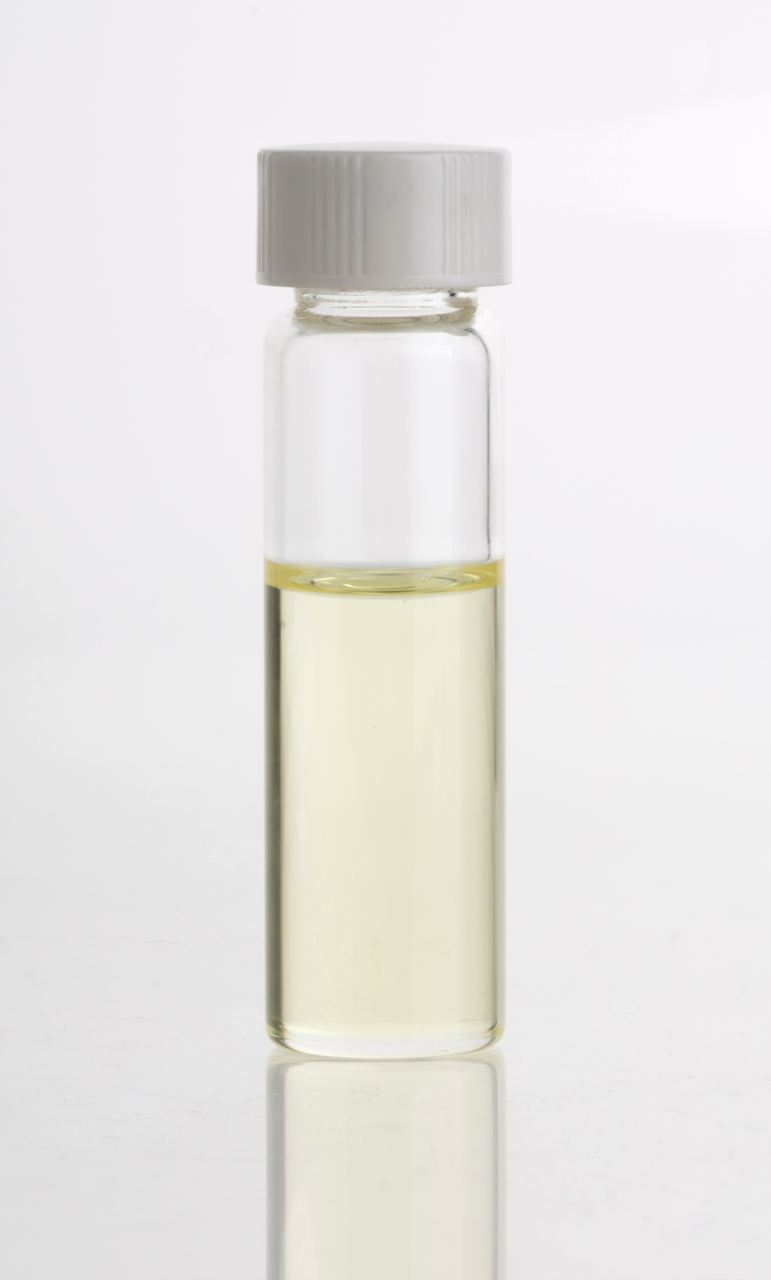
백단유를 포함하고 있는 유리병

방향유(芳香油) 또는 정유(精油)는 식물로부터 추출한 휘발성이 있는 방향 화합물을 포함하고 있는 식물 농축액이다. 휘발성 기름, 에센셜 오일(영어: essential oil), 에센스(영어: essence)라고도 한다. 일반적으로 꽃, 잎, 열매, 가지, 줄기, 뿌리 따위에서 채취하여 정제한 방향유나 휘발유를 가리킨다. 음식 및 음료의 향미와 더불어 향수, 화장품, 비누 등에 사용된다.

## 생산량
방향유의 총 생산량을 가늠하기는 쉽지가 않다. 다양한 출처의 1989년, 1990년, 1994년의 자료에 따르면 톤 단위로 다음과 같은 정유의 총 생산량을 나타내며 모두 1,000톤이 넘게 생산된다.
| 기름             | 톤 (단위) |
| ---------------- | --------- |
| 오렌지(당귤나무) | 12,000    |
| 박하(콘 민트)    | 4,800     |
| 박하(페퍼민트)   | 3,200     |
| 시다우드         | 2,600     |
| 레몬             | 2,300     |
| 유칼립투스       | 2,070     |
| 리세아 쿠베바    | 2,000     |
| 정향나무 잎      | 2,000     |
| 스피어민트       | 1,300     |

## 향료식물
향료식물은 향수나 향유의 원료를 뽑아내는 식물이다. 인류는 선사시대부터 신에 대한 제사 등에 향료를 이용해 왔다. 문명이 발달함에 따라 향료의 이용은 더욱 다양해져 종교용만이 아니라, 음식에 향기를 곁들이거나 향수·화장품에 사용하는 등 일반 생활에도 많이 이용하게 되었다. 그래서 이러한 향료를 얻기 위해 많은 향료 식물을 재배하게 되었다. 식물의 향기 성분은 주로 휘발성을 가진 방향유로서, 증류나 그 밖의 방법으로 추출하여 적당히 배합해서 사용한다.

## 같이 보기
- 휘발성